# Julio Acosta García

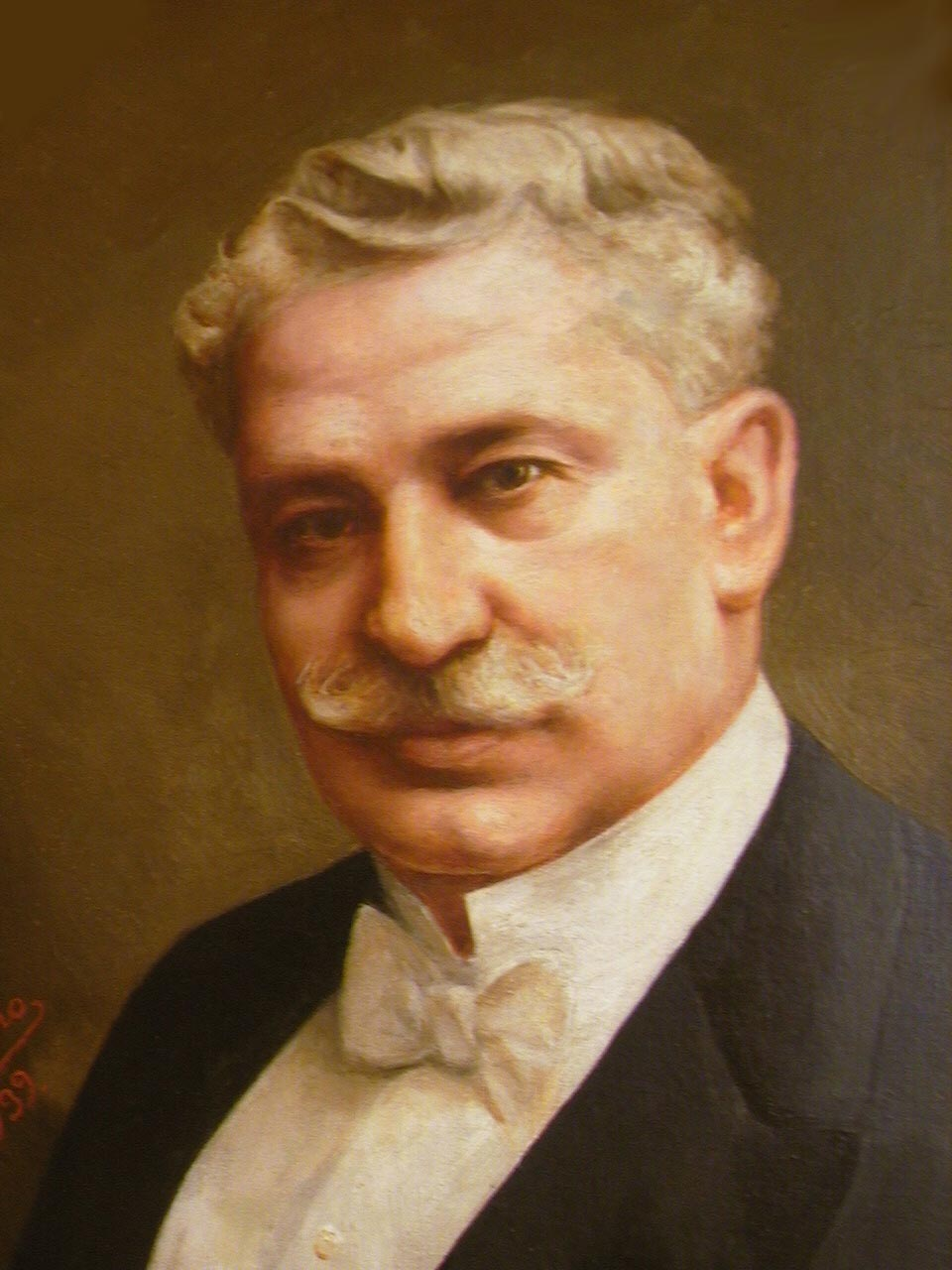
Julio Acosta García

Julio Acosta García (* 23. Mai 1872 in San Ramón de los Palmares, Provinz Alajuela, Costa Rica; † 6. Juli 1954 in San José) war ein costa-ricanischer Politiker. Von 1920 bis 1924 war er als Präsident das Staatsoberhaupt des Landes.

## Leben
Seine Eltern waren Frau Jesús García Zumbado und Juan Vicente Acosta Chaves. Er studierte am Instituto Nacional und am Colegio San Luis Gonzaga in Cartago.
Von 1902 bis 1906 war er Parlamentsabgeordneter für Alajuela. 1907 wurde er zum Konsul von Costa Rica in El Salvador ernannt. Später war er Bevollmächtigter und Sondergesandter bei der Regierung von El Salvador. Er heiratete am 16. April 1910 in San Salvador Elena Gallegos Rosales, die Tochter von Elena Rosales Ventura und Salvador Gallegos Valdez.
Er war Gouverneur der Provinz Alajuela. 1915 war er Außenminister. Er war der erste Minister, der alle zentralamerikanischen Regierungen besuchte. Durch den Putsch von General José Joaquín und dessen Bruder Federico Alberto Tinoco Granados im Jahr 1917 verlor er den Posten des Außenministers.
Im Exil in Nicaragua gehörte er der Opposition zu Tinocoa an. Nach dessen Rücktritt am 14. August 1919 folgten die Interimspräsidenten Juan Bautista Quirós Segura und Francisco Aguilar Barquero. Acosta kehrte nach Costa Rica zurück und ließ sich für die Präsidentschaftswahl am 7. Dezember des Jahres zum Kandidaten aufstellen. Er gewann die Wahl und wurde so neues Staatsoberhaupt. Am 8. Mai 1920 trat er offiziell das Amt an.

## Präsidentschaft
1920 fand eine Zentralamerikanische Konferenz in San José statt.
Ende Februar 1921 ließ Präsident Belisario Porras Barahona von Panama Truppen mobilisieren. Der Grenzkonflikt mit Costa Rica wurde mit der Landung von USMC beendet.
Am 27. Juni 1922 eröffnete die All-America Cable Inc. mit einem Telegramm von Warren G. Harding eine Telegrafenverbindung zwischen Panama und Costa Rica.
In seiner Amtszeit wurden die Colones, welche sich Tinoco hat drucken lassen, für ungültig erklärt, was zu einer Kontroverse mit der Regierung von Großbritannien führte, welche über die Niederlassung der Royal Bank of Canada, Costa-Rica-Colónes im Nennwert von einer Million von Federico Alberto Tinoco Granados gegen eine viertel Million USD tauschen ließ. Die britische und die costa-ricanische Regierung einigten sich auf William Howard Taft als Schiedsstelle im Caso Tinoco am 12. Januar 1922. Taft tat sein Laudo Taft 1923.
Von 1932 bis 1936 war er Stellvertreter des Präsidenten Ricardo Jiménez Oreamuno. Von 1932 bis 1936 und von 1938 bis 1941 war er Parlamentsabgeordneter für San José. Von 1941 bis 1942 saß der Junta Nacional de Electricidad vor. Von 1942 bis 1944 war der Leiter der Caja Costarricense de Seguro Social. Von 1944 bis 1948 war er erneut Außenminister und vertrat Costa Rica auf der Gründungskonferenz der Vereinten Nationen 1945 in San Francisco.